# Tatra K2G
Tatra K2G – typ dwuczłonowego przegubowego tramwaju, który powstał w wyniku modernizacji czechosłowackiego tramwaju Tatra K2. Przebudowę na typ K2G, której głównym celem była wymiana energochłonnego wyposażenia elektrycznego, przeprowadzono w latach 90. XX wieku w Ostrawie (siedem wagonów) i na przełomie XX i XXI w. w Bratysławie (jeden wagon).

## Historia
Podczas gdy w połowie lat 90. XX wieku wagony typu Tatra T3 poddawane były modernizacjom, tramwaje K2 (także z powodu mniejszej liczby przewoźników eksploatujących ten typ) kursowały w niezmienionej formie, w jakiej wyprodukowano je w latach 60. XX wieku. Jednym z głównych powodów przeprowadzenia modernizacji na typ K2G była chęć zastąpienia energochłonnego, oporowego wyposażenia elektrycznego przez nowocześniejsze, tyrystorowe. Pierwsze ostrawskie Tatry K2 przebudowano na typ K2G w 1995 r.
Inna była przyczyna remontu bratysławskiego egzemplarza tramwaju Tatra K2. W trakcie odbudowy tramwaju po znacznych zniszczeniach powstałych wskutek wypadku, zamontowano w nim m.in. nowocześniejszy typ wyposażenia elektrycznego.

## Modernizacja
Przy modernizacji na typ K2G dokonano gruntownego remontu nadwozi: ramę poddano piaskowaniu, a boczne poszycie ryflowane wymieniono na gładkie. W pierwszych dwóch ostrawskich tramwajach wymieniono wykładzinę na antypoślizgową, pozostawiając pierwotne siedzenia z laminatów. W kolejnych tramwajach zwiększono jednak zakres modernizacji wnętrza (ogrzewanie, nowe tapicerowane siedzenia). Pierwsze trzy tramwaje nie zostały wyposażone w system informacji pasażerskiej. Oprócz tego modernizacji poddano pulpit motorniczego. Nożny nastawnik jazdy zastąpiono ręcznym w postaci dżojstika.
Oporowe wyposażenie elektryczne wymieniono na nowe typu ČKD TV8 z tyrystorami GTO. Na dachu pierwszego członu zamontowano oporniki hamulca elektromagnetycznego. Przetwornice wirujące zastąpiono przetwornicą statyczną. Nowością był też montaż pantografu połówkowego.
Zakres modernizacji bratysławskiego tramwaju K2G był zbliżony do tramwajów z Ostrawy. Odnowiono nadwozie, wyremontowano wnętrze, kabinę motorniczego, zainstalowano system informacji pasażerskiej, pantograf połówkowy, ręczny zadajnik jazdy i rozruch tyrystorowy TV8.
| Państwo        | Miasto         | Lata dostaw    | Liczba | Numery taborowe |       |
| -------------- | -------------- | -------------- | ------ | --------------- | ----- |
| Czechy         | Ostrawa        | 1995–1998      | 7      | 805–811         | [ 6 ] |
| Słowacja       | Bratysława     | 1998–2005      | 1      | 7085            | [ 7 ] |
| Łączna liczba: | Łączna liczba: | Łączna liczba: | 8      |                 |       |

## Eksploatacja

### Bratysława
W latach 1998–2005 zmodernizowano jeden tramwaj typu K2 w Bratisławie. Był to wagon nr 7085, który w 1998 r. doznał znacznych zniszczeń w wypadku. Czas modernizacji tramwaju w warsztatach bratysławskiego przewoźnika uległ wydłużeniu z powodu uszkodzenia wagonu żurawiem warsztatowym i bankructwa dwóch przedsiębiorstw: ČKD (producent tramwaju) i ČKD Trakce (producent wyposażenia elektrycznego).

### Ostrawa
Pierwszym tramwajem typu K2G stał się ostrawski tramwaj K2 nr 808, do którego w 1995 r. w ramach gruntownej modernizacji zamontowano wyposażenie elektryczne typu TV8. W tymże roku zmodernizowano także drugi tramwaj nr 809, a w 1996 r. tramwaj nr 810. W kolejnych latach odnawiano po dwa wagony: 1997 r. – nr 805 i 811, 1998 r. – nr 806 i 807, po czym program modernizacji został zakończony. Remontu nie przeszły najstarsze ostrawskie Tatry K2, które planowano wycofać z ruchu liniowego.
Modernizacja tramwajów miała miejsce w warsztatach głównych przewoźnika Dopravní podnik Ostrava, gdzie wykonano większość prac. Piaskowanie ramy nadwozia przeprowadziło przedsiębiorstwo KOS Krnov.
Tramwaj nr 810 wycofano po wypadku w 2008 r. Tramwaje nr 808 i 809 w 2013 r. przebudowano na typ Vario LF2R.S, nadając im nowe numery nr 1403 i 1402. Tramwaj nr 811 zezłomowano w 2017 r. W 2018 r. wycofano pozostające jeszcze w eksploatacji Tatry K2G nr 805–807. Zostały one zastąpione przez nowo zakupione tramwaje Stadler Tango NF2.